# Morten Steen Hansen
Morten Steen Hansen er en dansk kunsthistoriker, som forsker i den italienske renæssances billedkunst.
Han blev cand.phil. i kunsthistorie 1994 fra Københavns Universitet på et speciale om Kristian Zahrtmann, var i nogle år museumsinspektør ved Statens Museum for Kunst og tog i 2002 sin PhD ved Johns Hopkins University. Siden blev han adjunkt (Assistant Professor) ved Stanford University i Californien, USA, og siden 2016 har han været tilknyttet University of Washington som underviser (Lecturer). I 2013 udgav han bogen In Michelangelo's Mirror: Perino del Vaga, Daniele da Volterra, Pellegrino Tibaldi.
I 2015-16 var han Samuel H. Kress Senior Fellow med forskningsprojektet The "Low" Style of Giovanni da San Giovanni at the Medici Court, og han har desuden modtaget studielegater (fellowships) ved Villa I Tatti - the Harvard University Center for Italian Renaissance Studies i Firenze og ved Center for Advanced Study in the Visual Arts (CASVA) under National Gallery i Washington D.C.